# Chiapa, Puebla
Chiapa är en ort i Mexiko.   Den ligger i kommunen Eloxochitlán och delstaten Puebla, i den sydöstra delen av landet, 250 km öster om huvudstaden Mexico City. Chiapa ligger 1 425 meter över havet och antalet invånare är 808.
Terrängen runt Chiapa är bergig åt sydost, men åt nordväst är den kuperad. Terrängen runt Chiapa sluttar österut. Runt Chiapa är det ganska tätbefolkat, med 100 invånare per kvadratkilometer. Närmaste större samhälle är Tecpantzacoalco, 10,0 km väster om Chiapa. I omgivningarna runt Chiapa växer huvudsakligen savannskog.